# Ousmane Sonko
Ousmane Sonko, född 15 juli 1974 i Thiès, är en senegalesisk politiker och tidigare skatteinspektör. Han är partiledare för partiet PASTEF (Patriotes africains du Sénégal pour le travail, l'éthique et la fraternité) som grundades 2014. I juni 2023 dömdes han till två års fängelse för att ha ofredat en massageterapeut, en dom som ansågs politiskt motiverad och som ledde till omfattande protester. I juli 2023 upplöstes hans parti PASTEF av den senegalesiska regeringen.
I april 2024 utsågs han till Senegals premiärminister av den nyvalde presidenten Bassirou Diomaye Faye.